# Mariano Hugo Windisch-Graetz
Mariano Hugo, kníže z Windisch-Graetze (německy Mariano Hugo Fürst zu Windisch-Graetz; * 27. července 1955, Terst) je současnou hlavou mladší Weriandovy linie knížecího rodu Windischgrätzů, papežský džentlmen, velvyslanec Suverénního řádu Maltézských rytířů a člen Rady velmistra Rytířského řádu Božího hrobu jeruzalémského.

## Život
Je prvorozeným synem knížete Maximiliána Antonia z Windisch-Graetze (1914–1976) a Doni
Marie Luisy Serra Caraffa d´Andria (1921–2008), má tři sourozence, sestry Irmu (* 1951) a Maxmiliánu (* 1952) a bratra Manfreda (* 1963).
Po studiích na římské koleji školských bratří studoval na buckinghamské univerzitě, kde v roce 1975 získal univerzitní diplom ve filosofii, ekonomice a politických vědách. 11. února 1990 se v Salzburgu oženil se Sophií Habsbursko-Lotrinskou (* 19. leden 1959), dcerou Ferdinanda z Kyburgu (synovec císaře Karla I.) a Heleny z Törring-Jettenbachu. Páru se narodily tři děti, druhorozený Alexis zemřel tragicky při autonehodě ve věku 19 let. Rodina žije v Itálii, má svůj dům v Římě a palác v Sant'Angelo d'Alife v Kampánii.
V roce 1987 jej papež Jan Pavel II. jmenoval Džentlmenem Jeho Svatosti. V letech 2003–2009 byl velvyslancem Suverénního řádu Maltézských rytířů na Slovensku, od roku 2009 je řádovým velvyslancem ve Slovinsku. Kardinál Fernando Filoni jej 9. června 2021 jmenoval členem Rady velmistra Rytířského řádu Božího hrobu jeruzalémského, jehož členem je v hodnosti komtura s hvězdou od roku 1980.

## Potomci
- 1. Maximilian Hugo (* 4. 8. 1990 Salzburg), svobodný a bezdětný
- 2. Alexis Ferdinand (7. 12. 1991 Řím – 9. 2. 2010 Sant'Angelo d'Alife), tragicky zahynul[3][4]
- 3. Larissa Maria (* 11. 11. 1996 Řím)[5]